# Вільгельм Вельценбах
Вільгельм «Вілло» Вельценбах (нім. Wilhelm „Willo“ Welzenbach; 1900—1934) — німецький альпініст, який здійснив близько тисячі сходжень на вершини східних і західних Альп, піонер льодолазіння, вперше застосував укорочені льодові інструменти (замість довгих льодорубів, які використовуються у той час), і льодові гаки. Учасник німецької експедиції на вершину Нангапарбат (8125 м) Кашмірських Гімалаїв. Автор системи оцінки складності альпіністських маршрутів, що використовується у низці країн і донині. Доктор наук у галузі геології.

## Біографія
Народився 1900 року у Мюнхені. Освіту здобув у баварському реальному училищі (нім. Oberrealschule), наприкінці Першої світової війни призвано до армії, однак у бойових діях не брав участі. З 1920 до 1924 рік навчався у Вищій технічній школі, після закінчення якої здобув диплом інженера-конструктора. У 1929 році захистив докторську дисертацію на тему стратиграфії снігових відкладень і механіки руху снігу. Його науковим керівником був професор геології, один з перших експертів у галузі лавинознавства, а також піонер гірськолижного спорту та скі-альпінізму Вільгельм Паульке.
Вельценбах не був професійним альпіністом. Сходження, які принесли йому славу (головним чином, стінові, льодові та комбіновані), були не більше ніж захопленням, якому він присвячував свої вихідні дні та відпустки. У період з 1920 до 1934 рік здійснив 940 сходження на вершини Альп, у 1930 році розробив детальний план першої німецької експедиції у Гімалаї на вершину Нангапарбат, але яка з кількох причин не відбулася. У 1934 році став учасником другої німецької експедиції на Нангапарбат, з якої не повернувся. Він помер від виснаження у наметі висотного табору VII на перевалі Північне сідло між Ракіот-Піком (7070 м) і східним гребенем вершини у ніч проти 13 липня після тривалої негоди. Тіло залишилось на горі.

## Кар'єра альпініста

### Сходження в Альпах
У 1920 році Вельценбах вступив до Мюнхенського академічного альпійського клубу (англ. Munich Academical Alpine Club), у якому під керівництвом досвідчених наставників пройшов курс навчання. Свої перші сходження здійснював на околицях Мюнхена і швидко прогресував як альпініст на скельних маршрутах, після яких перейшов до опанування сніжно-льодових у східних, а трохи згодом у західних Альпах. Взимку 1923 року він відвідав Вале (Бернські Альпи), влітку разом Гансом Фанном (нім. Hans Pfann) — почесним членом австрійського та баварського австрійських клубів, здійснив низку сходжень у масиві Монблан. У цьому ж районі він здійснив сходження гребенем Цмут на Маттергорн і пройшов траверс до вершини Дан-д'Еран.

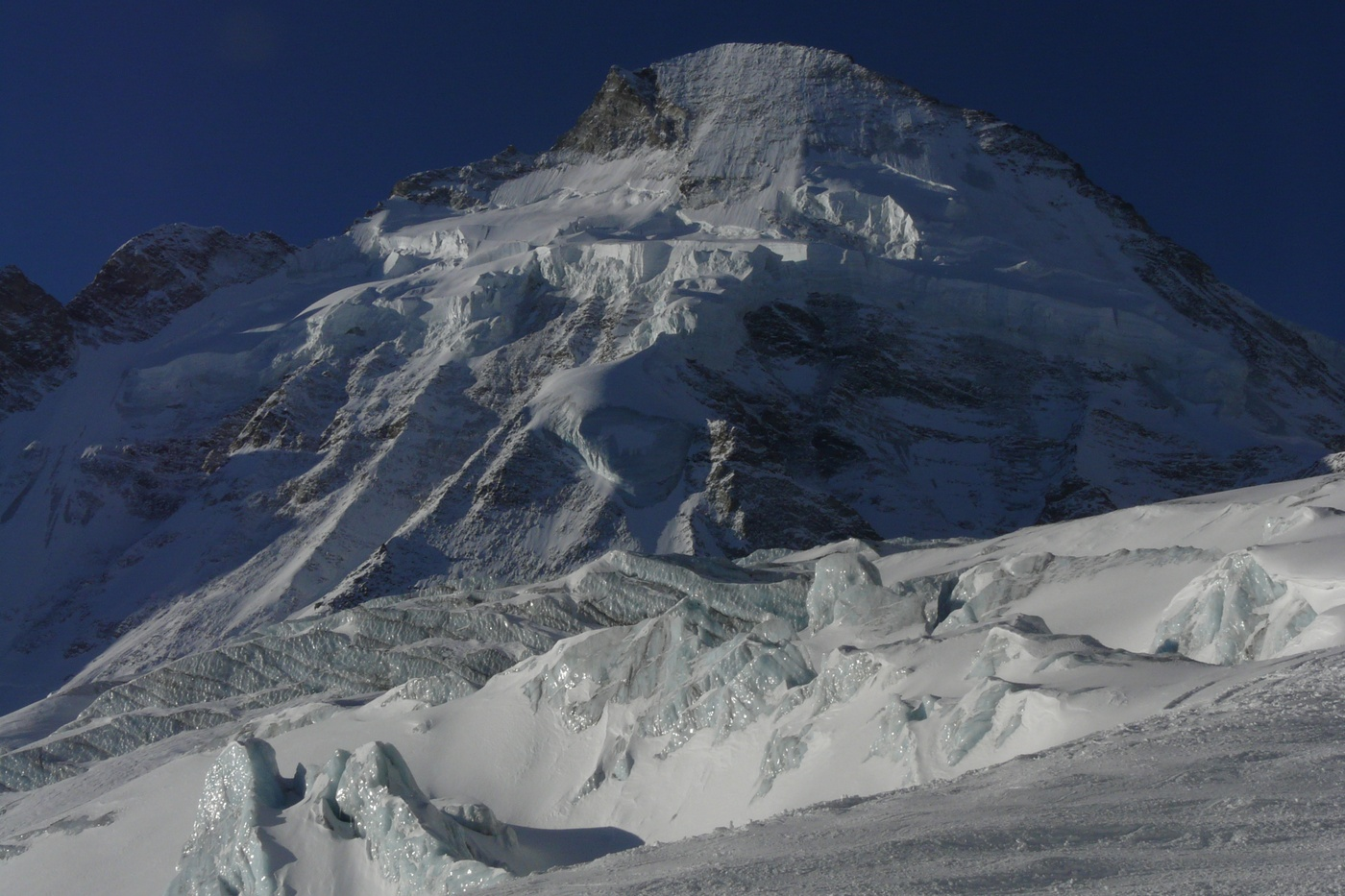
Північна стіна Дан-д'Еран

У липні 1924 року Вельценбах почав серію своїх найвідоміших проходжень північних стін зі сходження разом із Фріцем Рігеле (нім. Fritz Rigele) на Гросес-Вісбаггорн північно-західною стіною. Під час цього сходження він застосував льодові гаки при проходженні навислої льодової ділянки стіни на півдорозі у вершині, таким чином, вперше використавши методи роботи на скелях на льодовому рельєфі. Протягом літа він також здійснив низку сходжень з Ойгеном Альвайном у Валі, як-от північною стіною Брайтгорна, Надельграту та східною стіною Монте-Рози. Восени цього року пройшов найскладніший маршрут у масиві Кайзер — маршрут Фіхтля-Вайнберга (нім. Fiechtl-Weinberg) на Предигтштуль (нім. Predigtstuhl) (разом з Паулем Бауером). Навесні 1925 року Вілло «працював» на масиві Гран-Комбін, а влітку знову разом з Альвайном на Монблані, де здійснив четверте сходження на його вершину гребенем Пітерет (англ. Peteret ridge). 10 серпня здійснив одне з найбільш його приголомшливих сходжень — пройшов диретиссиму (маршрут найкоротшим шляхом від підніжжя до вершини) північної стіни вершини Дан-д'Еран.
У 1926 році Вілло пройшов нові маршрути на Брайтгорн північно-західною стіною, і, разом з Карлом Віном, на Великому Ґлокнері північною стіною, Айскегеле північною і на Ґлокнер (нім. Glockner) північно-західними стінами. Восени він підготував путівник районом Веттерштайн з описом його двадцяти нових маршрутів сходжень, зокрема маршруту північною стіною Шонангершпітце (нім. Schonangerspitze), пройденого разом з Бауером. Взимку опублікував навчальний посібник з лавинознавства, який мав велику наукову цінність.
З осені 1926 року через проблеми зі здоров'ям він довго не міг брати участь у складних сходженнях. У міру відновлення Вельценбах здійснив сходження на Ґлокнер за маршрутом Паллафіцінірінне (англ. Pallavicinirinne), Монблан гребенем Бренва та Гранд-Жорас. У 1930 році після успішної хірургічної операції він відновив спортивну форму і продовжив роботу над останніми нерозв'язаними проблемами Альп. У 1930 році він у зв'язці з Г. Тільманном (нім. H. Tillmann) пройшов диретиссиму Фішерванд (нім. Fiescherwand) на Великий Фішергорн, а у 1931 році разом з Віллі Мерклем новий маршрут північною стіною Егій-Де-Гран-Шармо, на якому вони провели п'ять днів і ночей у жахливу погоду (відомий французький гірський гід Арманд Шарле назвав це сходження «війною, а не альпінізмом»). У 1932—1933 роках Вельценбах пройшов північні стіни Гроссгорну, Гшпальтенгорну, Глечерхорну, Брайтгорну та Нестхорну.
| «… досягнуті результати роблять життя ціннішим, вони наповнюють його змістом… насолода висотою у поєднанні з захопленням від боротьби й успіху породжує почуття гармонії у наших серцях. Це почуття нерозривно пов'язане з суттю екстремальних сходжень, це те, що по суті дає альпінізм» Оригінальний текст (англ.) ... achieved values that make life worth living, that give existence a lasting meaning … and pure enjoyment of the heights is combined with delight at victorious struggles and in success to produce a feeling of harmony in our hearts. This sense of satisfaction is inseparably bound up with the character of extreme mountaineering, indeed it is what gives this sort of alpinism its aim and purpose. — Вілло Вельценбах |

### Експедиція на Нангапарбат

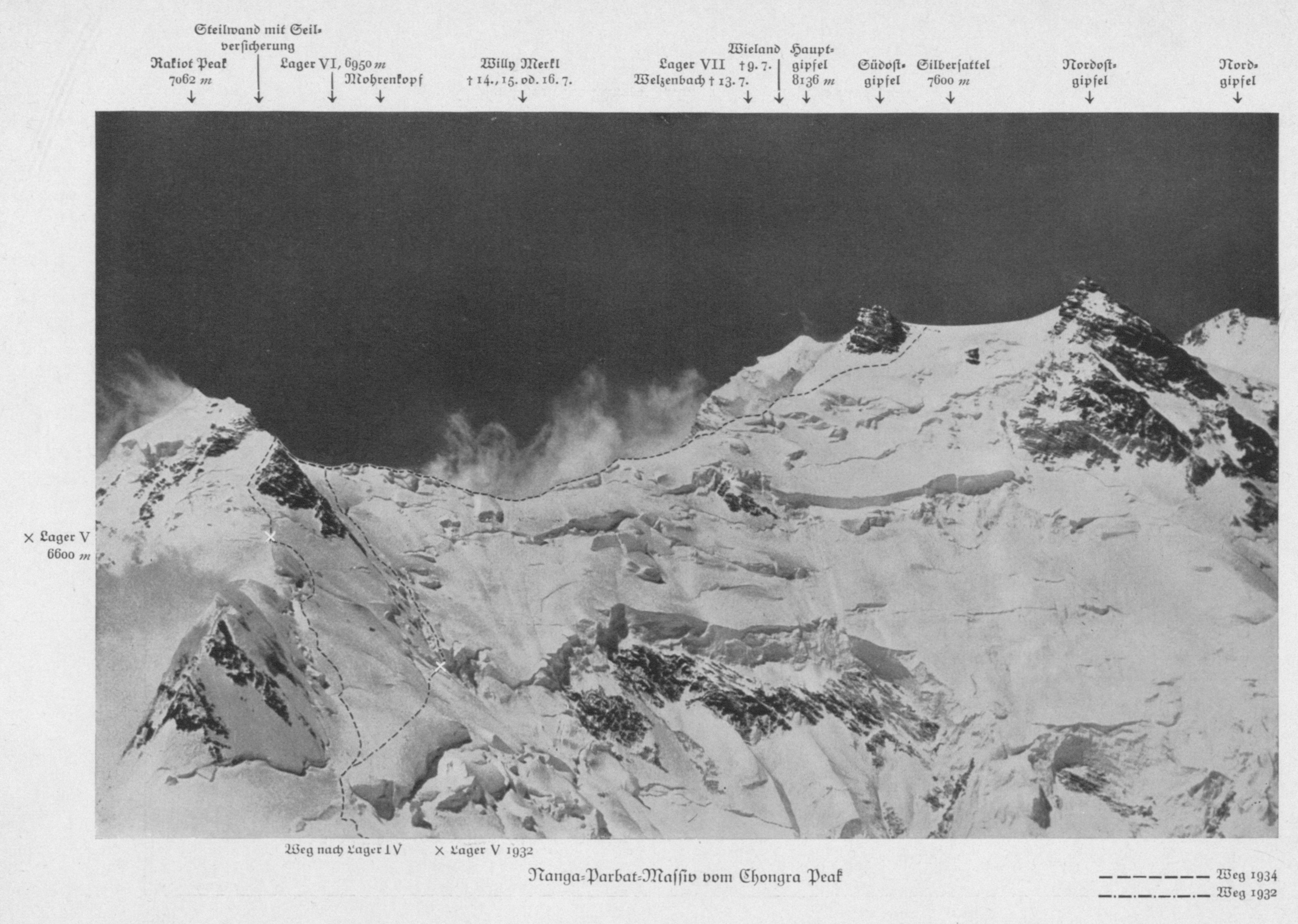
Маршрут експедиції 1934 року із зазначенням місць загибелі альпіністів

У 1930 році Вілло Вельценбах розробив план німецької гімалайської експедиції на вершину Нангапарбат, який передбачав сходження за маршрутом Альберта Маммері з боку льодовика Діамір однойменною стіною. Але на настійну вимогу Міністерства закордонних справ Німеччини експедиція не відбулася. У 1931 році перевага керівництва країни була віддана експедиції Пауля Бауера на Канченджанґу, а у 1932 році, коли на проведення експедиції було отримано дозвіл, Вельценбах не зміг взяти в ній участь через зайнятість на роботі. Його мрія здійснилася тільки у 1934 році — він увійшов до складу другої німецької експедиції на Нангапарбат під керівництвом Віллі Меркля.
Крім Вельценбаха та керівника в групу альпіністів входили учасники експедиції 1932 року Пітер Ашенбреннер і Фріц Бехтольд, а також Пітер Мюльріттер, Ервін Шнайдер, Улі Віланд і Альфред Дрексель. З середини травня почалася облога вершини та до 6 липня було встановлено сім проміжних таборів, останній з яких (табір VII) знаходився на висоті 7050 метрів на перевалі Північне сідло між вершиною масиву Нангапарбат Ракіот-пік і так званим Срібним сідлом — вираженою сідловиною у східному гребені гори. 6 липня альпіністи та носії (шерпи) (всього 16 осіб) вийшли з цього табору у напрямку Срібного сідла і на висоті 7480 метрів стали табором VIII. У ніч проти 7 липня на горі почалася сильна буря, яка тривала загалом 9 днів. Перші дві ночі альпіністи та шерпи провели у таборі VIII, після чого керівник ухвалив рішення спускатися, але при цьому значна частина табірного спорядження була залишена, оскільки передбачалося, що негода не буде такою тривалою.
8 липня Ашенбреннеру та Шнайдеру вдалося спуститися до безпечного табору IV (6185 м), трьом супровідних їх шерп тільки до табору VI у Ракіот-Піка. Мерклю та Вельценбаху вдалося дійти до намету табору VII, решта заночували у снігових печерах на гребені гори. Наступного дня 9 липня частина альпіністів і шерпів продовжили спуск, а частина залишилася перечікувати ураган. Вранці 11 липня шерпи Ангтсерінг і Гай-Лай спустилися від снігової печери на гребені до табору VII, у наметі якого знайшли знесилених Віллі Меркля та Вілло Вельценбаха. Вілло Вельценбах помер від виснаження у ніч проти 13 липня. Керівник експедиції Віллі Меркль і шерп Гай-Лай загинули, ймовірно, 16 липня, Ангтсерінг — останній свідок трагедії, зміг спуститися до табору IV увечері 14 липня. Усього жертвами стихії стали дев'ятеро осіб.
Всі численні спроби прийти на допомогу альпіністам і висотним носіям під час лиха були без успіху.

### Система Вельценбаха з категоріювання альпіністських маршрутів

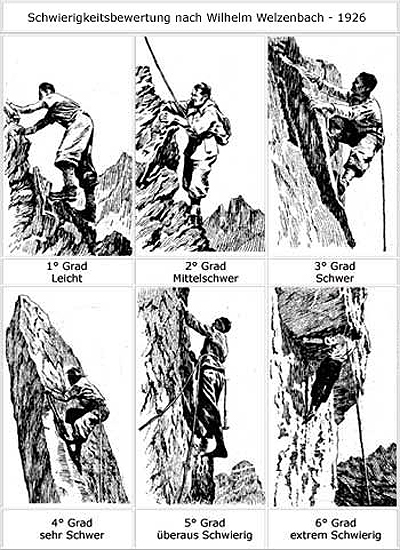
Шкала складності Вілло Вельценбаха

У 1926 році Вілло Вельценбах запропонував свою систему оцінки складності альпіністських маршрутів, яка передбачала шість категорій від першої (легкої) до шостої (надзвичайно складної). Його шкала була прийнята у 1935 році французькими альпіністами для категорування маршрутів у західних Альпах, а у 1947 році офіційно у Шамоні Міжнародним союзом альпіністських асоціацій (UIAA). У 1968 році перейменовано у шкалу UIAA.
У міру вдосконалення майстерності спортсменів, а також розвитку технічних засобів для альпінізму, що уможливили проходження все більш і більш складних маршрутів, у 1979 році UIAA додала в шкалу складності VII категорію, а з 1988 року дозволено додавати ще вищі (на 2015 XI+). А втім, у низці країн, як-от США у національних системах категорування залишається градація I—VI.

## Короткий список нових маршрутів
- Ошстофан[de] / Північна стіна — «Welzenbachweg» / 1921
- Зеллеркопф-Зюдлігер / Східна стіна / 08.06.1922
- Германскартурм / Західна стіна / 09.06.1922
- Гросес-Вісбаггорн / Північно-західна стіна / 15.07.1924
- Терлек-Вестлігес / Західний гребінь / 18.09.1924
- Гаттерлькопф-Вестлігер / Західний гребінь / 18.06.1925
- Платспітце-Вестліге (Веттерштайн) / Південний гребінь — «Direkter» / 19.06.1925
- Шнеефернеркопф / Південний гребінь / 20.06.1925
- Ваннер-Клайнер / Північна стіна — «Rüsch/Welzenbach-Führe» / 18.07.1925
- Кіргтурм-Клайнер / Південно-східна стіна / 19.07.1925
- Цугшпітце / Західна стіна / 20.07.1925
- Геллентальспітце-Іннере / Південно-західний гребінь / 21.07.1925
- Шюсселькартурм-Оберер / Північний гребінь / 02.09.1925
- Ваксенштайн-Гінтерер / Північний гребінь / 22.09.1925
- Риффельспітце-Нердліхе (Риффельспітце[de]) / Північно-західна стіна / 03.10.1925
- Шенангерспітце / Північна стіна / 04.10.1925
- Веттерспітце-Мітлере (Веттерштайн) / Південна стіна — «Wetterwand» / 22.08.1926
- Клоккерин-Зюдвестгіпфель / Північно-західна стіна / 01.09.1926
- Айскегеле[de] / Північна стіна / 03.09.1926
- Великий Ґлокнер / Північна стіна / 19.09.1926
- Великий Ґлокнер / Лінке-Нордострінне — «Variante Direkter Ausstieg» / 16.07.1927[17]

## Виноски
1. ↑  Дані про смерть відрізняються